# Jörg Koopmann

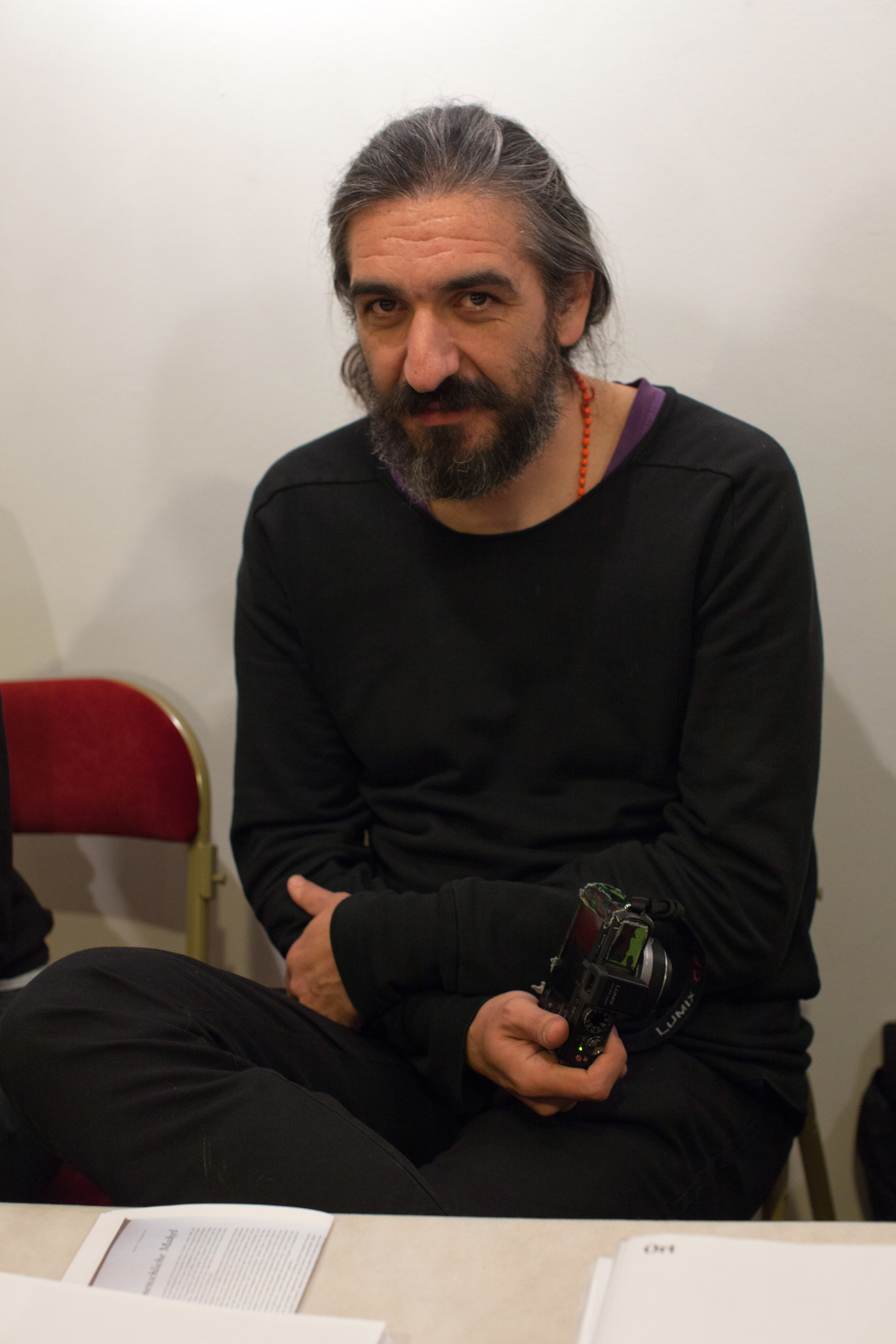
Jörg Koopmann, 2010

Jörg Koopmann (* 10. März 1968 in München) ist ein deutscher Fotograf, Kurator und Verleger. Er lebt in München und Kopenhagen.

## Biografie
Jörg Koopmann besuchte das Asam-Gymnasium in München. Von 1990 bis 1993 studierte er an der staatl. Münchner Fachakademie für Fotodesign. Seine Diplomarbeit über „Bildjournalismus“ schrieb er bei Dieter Hinrichs. Von 1994 bis 1996 war er Fotograf der Städtischen Galerie im Lenbachhaus, bis er 1997 freiberuflich überwiegend im Bereich Reportage/Porträt tätig wurde. 1997 gründete er zusammen mit Marek Vogel das „glossy“-Fotoforum in München, das er zusammen mit Martin Fengel leitet. 2009 gründete er den Verlag Book with a Beard. Von 2014 bis 2020 war Koopmann Kurator der Münchner Ausstellungshalle für internationale Gegenwartskunst Lothringer13.

## Arbeiten
Zu seinen Schwerpunkten zählen Bildjournalismus und Reisefotografie. Neben zahlreichen Verlags- und Kunstfotografien sind Koopmanns Fotografien bekannt aus Magazinen wie dem ZEIT-Magazin, dem SZ-Magazin, dem Jetzt-Magazin, Das Magazin, Wallpaper, Spex und anderen. Ferner war er an verschiedenen nationalen und internationalen Ausstellungen beteiligt. Seine Arbeiten untermauert er nicht, sondern lässt „seine Bilder“ für sich wirken. Dabei macht er keinen Unterschied, ob sie durch Eigeninitiative oder als Auftragsarbeiten entstehen. Gemeinsam mit Martin Fengel arbeitete Koopmann vom 9. April bis zum 4. September 2007 am Projekt „149 Tage“.

## Auszeichnungen
Er nahm 1999 an den Wettbewerbsarbeiten der Körber-Stiftung für den Körber-Foto-Award teil. 2001 erhielt er den Förderpreis für Fotografie der Landeshauptstadt München.

## Ausstellungen (Auswahl)
- 1998: Open Art Praterinsel/Atelier Dorn
- 1999: M,O,C, München – Kulturreferat München. Kunst im öffentlichen Raum (Publikation von H.Friedel im Hugendubelverlag)
- 2000: Lehrjahre/Lichtjahre, Fotomuseum München (Katalog)
- 2001: Kunstverein München, Count Down – Dezember / 3 glossy – Veranstaltungen in München, Berlin und Hamburg // Einzelausstellungen: Galerie Volker Marschall, Düsseldorf März–Mai/"distance to destination", Galerie ISART, München 14. September – 20. Oktober 2001
- 2002: Itinéraires des photographes voyageurs – Bordeaux (www.itiphoto.com) / DIRK ("cars & girls"), Ligsalzstrasse München/glossy: "wegen dem wegen" + "partnerlook für alle", Kunstarkaden München/Kunstverein München, Jahresgaben – Dezember
- 2003: "Fotosommer Stuttgart", Ex-Ikea-Gebäude Stuttgart, 5. Juli–15. August 2003 / "sextant" Galerie Huber Goueffon 26. Juni – 2. August 2003 / Neue Galerie Dachau 20. September - 2. November 2003 / "andere orte", Reger Fotoforum München, 3. Dezember 2003 – 30. Mai 2004
- 2004: Jörg Koopmann: "Schau mich an. Drei Positionen zur Stadtfotografie", Design Zentrum Hessen, 7. Mai 2004
- 2005: "Fotosommer Stuttgart 2005", Gebäude Möbel Mammut Stuttgart, 1. Juli–7. August 2005
- 2010: "Not Sure Where My Sparkle Is Residing", Galerie Sonja Junkers, 7. Mai–19. Juni 2010

## Publikationen (Auswahl)
- Jörg Koopmann: Cat Seen. Book With A Beard, München 2009, ISBN 978-3-00-026732-1.
- Jörg Koopmann: Born in Brennen*. Book With A Beard, München 2009, ISBN 978-3-00-027707-8.
- Jörg Koopmann: Book Look Book. Book With A Beard, München 2011.